# تيم ساندرز (سياسي)
تيم ساندرز (بالإنجليزية: Tim Sanders)‏ هو سياسي أمريكي، ولد في 1982 في مقاطعة أنوكا في الولايات المتحدة. حزبياً، نشط في الحزب الجمهوري لمينيسوتا ‏ والحزب الجمهوري. وقد انتخب عضو مجلس نواب مينيسوتا.